# Roubaix Futsal Association
Ne doit pas être confondu avec Roubaix AFS.
Maillots
Le Roubaix Futsal Association est un club français de futsal basé à Roubaix et fondé en 2003.
Le RFA est issu de la fusion entre le CS Roubais et le Roubaix Trois-Ponts, tenant du titre de la Coupe de France. Dès la saison 2004-2005, l'équipe remporte une seconde Coupe nationale et devient le premier club français à participer à la Coupe de l'UEFA. L'exercice suivant, il garde son trophée en Coupe de France. Lors de la saison 2007-2008, Roubaix Futsal remporte sa troisième coupe nationale ainsi que le premier Challenge national mis en place par la FFF. L'équipe ne rééditera ensuite jamais ces performances. Réussissant à intégrer le nouveau Championnat de France en 2009, il s'y maintien jusqu'en 2013, année de la mise en place de la Division 2. Membre de la D2 avec des performances diverses, le club est relégué en 2017 et retourne au niveau régional.
Le Roubaix Futsal est recordman de sacre en Coupe de France jusqu'en 2013, avec quatre titres, égalé par le Sporting Paris, puis dépassé deux ans plus tard. Premier vainqueur du Championnat de France, le RFA fait partie des six clubs à avoir remporté la compétition.

## Histoire

### Genèse du futsal à Roubaix
Le Canal Sport Roubaix est le premier club de la ville à se mettre en évidence sur la scène national du futsal. Il remporte la quatrième édition de la Coupe de France de futsal en 1997-1998. Il perd ensuite en finale en 2000 et 2002.
Renommé Roubaix Trois-Ponts, en 2002-2003 du nom d'un quartier de la ville, le club remporte la Coupe de France à Saint-Junien face aux Artistes de Villepinte (2-0). Il est aussi champion du Nord-Pas-de-Calais et finaliste de la Coupe régionale.

### Rapidement roi de France (2003-2008)
Le Roubaix Futsal Association est fondé par Messaoud Ferkioui en 2003. Émanation du Canal Sport Roubaix et de l'AS Trois-Ponts, le club est créé à la demande de la municipalité de Roubaix afin de représenter la ville et non plus un quartier comme auparavant.
Lors de la saison 2003-2004, Roubaix est champion de la Ligue du Nord-Pas-de-Calais, remporte la Coupe du Nord et est demi-finaliste de la Coupe de France.
Pour l'exercice 2004-2005, le RF compte 183 adhérents qui se composent d'un conseil d'administration de 15 personnes, de 40 joueurs seniors (trois équipes), et de 138 jeunes (douze équipes). Le club remporte sa seconde Coupe nationale futsal aux Ponts-de-Cé contre Issy Futsal (3-3tab2-1). En comptant celle de 2003, du Roubaix 3 ponts, le club devient le second club à gagner deux Coupes et devient le premier club à représenter la France en Coupe de l'UEFA. Il intègre la compétition en tour préliminaire.
En 2005-2006, Roubaix est vainqueur d'une troisième Coupe de France, la seconde consécutive et à nouveau contre Issy Futsal (6-5) à Beauvais. Le RF devient le premier club à remporte trois fois la Coupe nationale. De fait, le club se qualifie à nouveau pour la Coupe d'Europe.
Lors de la saison 2006-2007, Roubaix FA est champion du Nord-Pas-de-Calais. Il échoue en demi-finale de la Coupe nationale, éliminé par son adversaire en finale lors des deux dernières éditions : Issy futsal.
En 2007, la Fédération française de football met en place un Challenge national à l'année, sous forme de championnat. Roubaix FA est retenu pour participer à la première édition 2007-2008. Sur cet exercice, le club est vice-champion du Nord-Pas-de-Calais et réalise le doublé Coupe de France-Challenge national. Leur quatrième Coupe nationale, accroissant leur record, est remportée à Boulazac contre le Kremlin-Bicêtre United (2-1). En championnat, Roubaix termine premier de sa poule et remporte la compétition à Épernay.

### Maintien en championnat de France (2008-2013)
Vainqueur la Coupe de France la saison précédente, le club gagne le droit de jouer en Coupe de l'UEFA 2007-2008 (en). C'est la quatrième année que la France joue la compétition, la troisième pour Roubaix qui n'a alors jamais passé le tour préliminaire. Les joueurs de Nordine Benamrouche passent pour la première fois ce tour, en remportant leur groupe à Villeneuve-d'Ascq, et se qualifient pour le tour principal de la compétition en Roumanie. L'équipe est alors composée de joueurs de DHR qui, pour la plupart, bénéficient d'une double licence, ce qui leur permet de jouer sur herbe et en salle. En Challenge national, le RFA termine quatrième de sa poule A. Cette performance leur permet d'être retenu pour le nouveau Championnat de France mis en place par la FFF la saison suivante.
Pour le premier Championnat de France 2009-2010, Roubaix termine troisième du groupe A à onze points de la première place qualificative pour la finale.
Sur la saison 2010-2011, l'équipe finit le championnat en septième position de la poule A, à seulement trois points de la relégation en régional.
L'exercice 2011-2012 est encore plus compliqué pour le RFA avec une neuvième place finale en groupe A, à deux points de la relégation. Lors de cette saison, le Roubaix AFS intègre le championnat de France et termine devant son voisin RFA, qui devient le second club de la ville.
La FFF souhaite mettre en place une Division 1 à poule unique et créer une Division 2 à partir de 2013. Sur la saison 2012-2013, les six derniers des deux poules du championnat de France sont donc relégué en Division 2 2013-2014. Dans la poule A, Roubaix termine septième (sur douze équipes) à la différence de but et est relégué.

### Descente du club (depuis 2013)
Le club se donne alors trois ans pour remonter en Division 1. Pour la première édition de la Division 2 2013-2014, Roubaix FA termine troisième de la poule A derrière les promus de régional Douai Gayant et Nantes Bela.
En D2 2014-2015, Roubaix FA retrouve le Roubaix AFS, relégué de D1. Ce dernier termine premier du groupe A tandis que le RFA échoue à la huitième place, synonyme de barrage avec les champions régionaux. Le club s'extirpe de cette nouvelle phase et gagne le droit de repartir en Division 2 l'année suivante.
Sur la saison 2015-2016, Roubaix Futsal se reprend avec une cinquième place de la poule A, à trois points des barrages de relégation et 24 du premier, à nouveau le voisin Roubaix AFS.
Fin 2016, le club se trouve dans une situation financière critique. L'exercice 2016-2017 marque la dernière saison du RFA au niveau national avec une dernière place synonyme de retour au niveau régional.
En 2019, un nouveau club reprenant le logo du Roubaix Futsal et nommé Roubaix Wolf Futsal voit le jour. Basé à Wattrelos il bénéficie aussi de créneaux dans les salles Coligny et Raymond-Dubly de Roubaix.

## Structure du club

### Statuts du club et des joueurs
Le Roubaix FA est affilié à la Fédération française de football, qui régit le futsal en France, sous le numéro 850634. Le club réfère à ses antennes délocalisées : la Ligue régionale des Hauts-de-France et le District départemental des Flandres,.
Les joueurs ont soit un statut bénévole, amateur ou de semi-professionnel sous contrat fédéral.

### Couleurs et image

Ancien logo
Logo actuel

### Aspect financier
Lors de la saison 2004-2005, le Roubaix Futsal reçoit une faible subvention de 3.750 euros annuels de la part de la ville de Roubaix. À la suite de la victoire en Coupe nationale 2003, le président Ferkaoui concède « nous n'avons pas obtenu de subventions supplémentaires de la part de la ville, de la FFF, du Conseil régional et général alors que nous augmentons leur notoriété ».

## Palmarès

### Titres et trophées
Du premier titre de champion départemental du Nord en 2003 au dernier challenge national futsal 2008, en passant par les 4 titres de champions de France de futsal (2003, 2005, 2006, 2008) se qualifiant ainsi pour le tour préliminaire de la Coupe UEFA Futsal à 3 reprises, l'équipe a même réussi le pari de remporter tous les titres mis en jeu dans l'hexagone en 2008 en réalisant le doublé (Coupe de France Futsal et Challenge National Futsal) ainsi qu'une qualification historique pour le Tour Principal de la Coupe UEFA Futsal.
| Palmarès international                                                       | Palmarès national                                                                                    | Palmarès local |
| ---------------------------------------------------------------------------- | --- | --- |
| - Coupe de l'UEFA - Meilleure performance : tour principal en 2008-2009 (en) | - Championnat de France (1) - Champion : 2008 - Coupe de France (3) - Vainqueur : 2005, 2006 et 2008 | - Championnat Nord-Pas-de-Calais (3) - Champion : 2003, 2004 et 2007 - Vice-champion : 2008 - Coupe Nord-Pas-de-Calais (2) - Champion : 2003 et 2004 |

### Bilan par saison
| Saison    | Championnat               | Championnat | Championnat | Championnat | Championnat | Championnat | Championnat | Championnat | Championnat | Championnat | Championnat  | Coupe de France               | Coupe d'Europe         | Entraîneur          |
| Saison    | Division                  | Class.      | Pts         | M           | V           | N           | D           | Bp          | Bc          | Diff.       | Phase finale | Coupe de France               | Coupe d'Europe         | Entraîneur          |
| --------- | ------------------------- | ----------- | ----------- | ----------- | ----------- | ----------- | ----------- | ----------- | ----------- | ----------- | ------------ | ----------------------------- | ---------------------- | ------------------- |
| 2003-2004 |                           |             |             |             |             |             |             |             |             |             |              | Demi-finale                   | France non-représentée |                     |
| 2004-2005 |                           |             |             |             |             |             |             |             |             |             |              | Vainqueur                     | France non-représentée | Nordine Benamrouche |
| 2005-2006 |                           |             |             |             |             |             |             |             |             |             |              | Vainqueur                     | tour prélim.           | Nordine Benamrouche |
| 2006-2007 |                           |             |             |             |             |             |             |             |             |             |              | Demi-finale                   | tour prélim.           | Nordine Benamrouche |
| 2007-2008 | Challenge national grp. A | 1er/9       | 29          | 8           | 7           | 0           | 1           | 48          | 17          | +31         | Champion     | Vainqueur                     | -                      | Nordine Benamrouche |
| 2008-2009 | Challenge national grp. A | 4e/7        | 18 pts      | 6           | 4           | 0           | 2           | 40          | 21          | +19         | -            | Demi-finales nationales       | tour principal (en)    | Nordine Benamrouche |
| 2009-2010 | Championnat France grp. A | 3e/12       | 68 pts      | 22          | 15          | 1           | 6           | 115         | 88          | +27         | -            | Phase qualificative nationale | -                      | Nordine Benamrouche |
| 2010-2011 | Championnat France grp. A | 7e/11       | 44 pts      | 20          | 7           | 3           | 10          | 59          | 70          | -11         | -            |                               | -                      | Nordine Benamrouche |
| 2011-2012 | Championnat France grp. A | 9e/12       | 41 pts      | 22          | 9           | 4           | 9           | 108         | 104         | +4          | -            |                               | -                      |                     |
| 2012-2013 | Championnat France grp. A | 7e/12       | 52 pts      | 20          | 10          | 2           | 8           | 70          | 68          | +2          | -            |                               | -                      |                     |
| 2013-2014 | Division 2 - grp. A       | 3e/10       | 49 pts      | 18          | 9           | 4           | 5           | 103         | 85          | +18         | -            | 8e de finale                  | -                      |                     |
| 2014-2015 | Division 2 - grp. A       | 8e/11       | 39 pts      | 20          | 6           | 2           | 12          | 75          | 90          | -15         | -            | 8e de finale                  | -                      |                     |
| 2015-2016 | Division 2 - grp. A       | 5e/10       | 36 pts      | 16          | 6           | 2           | 8           | 64          | 63          | +1          | -            | 16e de finale                 | -                      |                     |
| 2016-2017 | Division 2 - grp. A       | 10e/10      | 10 pts      | 18          | 3           | 2           | 13          | 62          | 93          | -31         | -            |                               | -                      |                     |
| 2017-2018 | Régional 1                |             |             |             |             |             |             |             |             |             |              |                               | -                      |                     |

## Personnalités

### Dirigeants
| Période     | Nom               |
| ----------- | ----------------- |
| 2003-2013   | Messaoud Ferkioui |
| 2013-2014   | Youssef Djebli    |
| depuis 2014 | Mohamed Guerra    |

Messaoud Ferkioui est le président-fondateur du club.
En 2013, le président Messaoud Ferkioui est écarté contre son gré par deux frères, Youssef et Mohamed Djebli. Ceux-ci menacent la mairie de Roubaix de fermer le club si elle ne répond pas à certaines exigences financières.
Fin 2014, ancien entraîneur du club, Mohamed Guerra prend la présidence du club à la suite du départ des frères Djebli. Il sort alors le club, évoluant en Division 2, du quartier des Trois-Ponts : « On veut représenter la ville, pas seulement un quartier ». Il souhaite alors remonter en D1 la saison suivante.

### Entraîneurs
| Période         | Nom                     |
| --------------- | ----------------------- |
| 2003 à 2005     | Malik Laouar            |
| 2005 à 2011     | Nordine Benamrouche     |
| 2011 à 2013     | Mohamed Guerra          |
| 2013-2016       | David Vieira            |
| 2016            | Karim Benzia            |
| jui.-nov. 2016  | Frédéric Duponcheel     |
| 2016            | Hacène Guénoune         |
| 2016            | David Vieira            |
| 2016            | S. Kattiyavong-M.Guerra |
| 2017            | Omar Snoussi            |
| mars-sept. 2017 | Karim Benzia            |

Auparavant entraîneur du Roubaix 3 Ponts avec qui il remporte la Coupe nationale 2003, Malik Laouar reste en poste à la création du Roubaix futsal. Il permet à l'équipe de remporter le doublé coupe-championnat régional la première année, puis la Coupe de France 2005. Le club n'a alors pas d'entraîneurs spécifiques à la pratique du futsal, formés peu après par la Fédération belge de futsal, faute de formations existantes à la FFF.
Footballeur sur herbe en Belgique ou dans le Nord de la France, Nordine Benamrouche tente l'expérience du football en salle, en Belgique, avant de rejoindre Roubaix futsal en 2004 en tant que préparateur physique. « Au début des années 2000, le foot en salle était moins développé en France qu'en Belgique. Après une première expérience de l'autre côté de la frontière, j'ai voulu le développer dans la métropole lilloise », confie le technicien. Titulaire de deux brevets d'État (spécialité football et activité physique pour tous) et d'un diplôme européen obtenu à Bruxelles en 2008, l'entraîneur roubaisien emmène le club vers les sommets. Son équipe remporte le championnat national dès sa création et trois Coupes de France, celle-ci permettent trois participations en Coupe d'Europe. En 2011, Benamrouche rejoint le voisin Douai Gayant Futsal.
Fin 2013, l’ex-capitaine roubaisien et international français David Vieira est l'entraîneur du club.
À l'été 2016, l'ex-international français Frédéric Duponcheel arrive comme entraîneur. Dès novembre 2016, l'entraîneur quitte son poste. L'équipe est alors en Division 2 et, le club, dans une situation financière délicate. Les autres entraîneurs du club, Hacène Guénoune et David Vieira ne restent pas non-plus. Dès lors, Roubaix Futsal s’est retrouvé sans technicien. Samuel Kattiyavong, entraîneur de Hem Futsal, dépanne lors des entraînements mais pas des rencontres. Le président endosse la double casquette, sans empêcher une série de défaites. Après un intermède d’Omar Snoussi ponctué par des défaites, c’est Karim Benzia (ancien secrétaire du club) qui dirige l'équipe à partir de mars 2017 jusqu'en septembre 2017.

### Joueurs notables

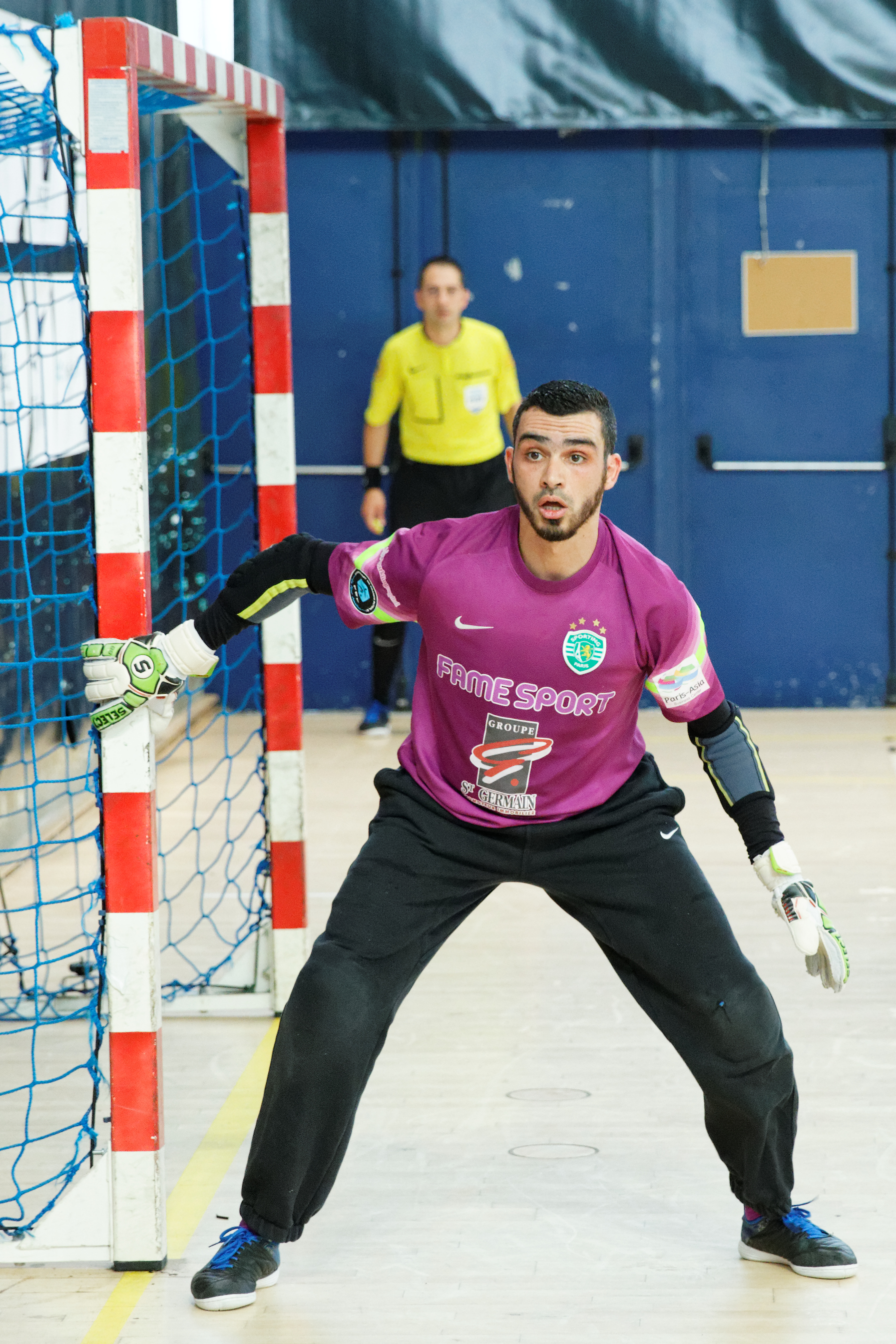
Haroun en 2015.

En 2003, Djamel Haroun s'engage avec le club, désireux d'essayer le futsal. Après deux saisons et une nouvelle victoire en Coupe nationale lors de la saison 2004-2005, Haroun se fait remarquer et intègre l'équipe de France à la fin de cet exercice. Grâce à sa victoire en Coupe, Roubaix Futsal et son gardien sont qualifiés pour la première fois en Coupe de l'UEFA et dispute leur premier match en 2005. En 2011, Haroun quitte Roubaix pour le Sporting Paris, meilleur club français du moment.
Camille Da Cunha est aussi appelé en Bleu durant ses années au club. David Vieira devient un joueur cadre et capitaine du club avant d'en devenir entraîneur.
Réda Rabeï est formé au club et international français de futsal avant de devenir footballeur professionnel à l'Amiens SC. De même que Kheira Hamraoui, qui est membre de l'équipe de France féminine de football.
À l'été 2013, le président Mohamed Guerra convainc Bafodé Dansoko de rejoindre le Roubaix FA. Footballeur sur herbe de formation, le milieu de terrain n'a besoin que de six mois pour intégrer l'équipe de France de futsal. Fin 2014, il est testé par le Football Club de Nantes et est engagé.

## Autres équipes
Lors de la saison 2004-2005, le Roubaix Futsal compte trois équipes seniors qui participent aux différents championnats futsal organisés par la FFF à travers la ligue du Nord-Pas-de-Calais ainsi que douze équipes de jeunes qui participent à des challenges (mini championnat).